# 青空たのし
青空 たのし（あおぞら たのし、1931年10月30日 - 2021年8月24日）は、ハーモニカ漫談家、元漫才師、司会者、ラジオパーソナリティ。東京都台東区浅草出身。本名：北川 要。旧芸名：神田 一郎、青空 田の志。
コロムビア・トップ・ライト門下で「青空たのし」を名乗った人物は3人いる。

## プロフィール
1949年9月、双葉バラエティー団で初舞台を踏んだ。その後浅草松竹楽劇団員、1955年からは岡晴夫歌謡ショー専属司会者を経て、1958年に中野四郎（元『ハッピーボーイズ』の瓶九郎）と立体司会コンビを組み、松山恵子歌謡ショー専属司会者として巡業した。
1960年6月にコロムビア・トップ・ライト同門の司会者・島田寿三（青空うれし）と、漫才コンビ青空うれし・たのしを結成した。寄席のみならず、テレビ・ラジオの演芸番組（『お好み演芸会』や『笑点』等）にも多数出演する傍ら、歌謡番組・バラエティ番組の司会も務めたが、お互いピンの仕事が増えて行き違いが広がり、1981年の結成満20周年を期にコンビを解消した。
1983年から、かしわプロダクション制作・NRN系列一部ネットの、5分枠冠番組『こんにちは青空たのしです』をパーソナリティを担当した。
1984年から『青空田の志』に改名していたが、2002年元日、ホームページ開設と同時に『青空たのし』に戻した。
2021年8月24日、死去した。89歳没。

## 役職
- 日本司会芸能協会会長
- 漫才協会常任理事
- 落語芸術協会副理事
- 日本演芸家連合副会長

## 歌謡ショーの司会を担当した歌手
- 東海林太郎
- 楠木繁夫
- 青葉笙子
- 美ち奴
- 岡晴夫
- 松山恵子
- 村田英雄
- 守屋浩
- 竜鉄也
- 大川栄策
- 冠二郎
- 角川博
- 五月みどり・小松みどり
- 三沢あけみ
- 佐藤勢津子
- 中村美律子
- 服部博子
- 北原謙二
- 都はるみ
- 青山和子

等